# Жук (фильм, 1975)
«Жук» (англ. Bug) — американский фильм ужасов 1975 года. По повести Томаса Пейджа «The Hephaestus Plague».

## Сюжет
В результате землетрясения на поверхность выползают полчища огромных тараканов, способных воспламенять всё вокруг, потирая свои церки. Почти все они гибнут, так как давление на поверхности земли для них оказывается слишком низким. Профессор Пармитер спасает одного таракана, поместив его в барокамеру. Он проводит с ним опыты по скрещиванию с другими насекомыми, в результате чего получаются разумные летающие огромные создания. Профессор хочет уничтожить своё творение, но чудовища вырываются на свободу.

## В ролях
- Брэдфорд Диллман — профессор Джеймс Пармитер
- Джоанна Майлс — Кэрри Пармитер
- Алан Фьюдж — профессор Марк Росс
- Ричард Джиллиланд — Джеральд Метбаум
- Патриша Маккормак — Сильвия Росс